# 1. československá fotbalová liga 1982/1983
1. československou ligu v sezóně 1982–1983 vyhrála TJ Bohemians Praha.

## Tabulka ligy
| Poř. | Tým                  | Z  | V  | R  | P  | VG | OG | B  |
| ---- | -------------------- | -- | -- | -- | -- | -- | -- | -- |
| 1.   | TJ Bohemians Praha   | 30 | 18 | 6  | 6  | 69 | 31 | 42 |
| 2.   | TJ Baník Ostrava OKD | 30 | 16 | 8  | 6  | 48 | 31 | 40 |
| 3.   | TJ Sparta ČKD Praha  | 30 | 14 | 8  | 8  | 50 | 35 | 36 |
| 4.   | TJ Inter Bratislava  | 30 | 11 | 11 | 8  | 35 | 24 | 33 |
| 5.   | ASVS Dukla Praha     | 30 | 11 | 10 | 9  | 44 | 35 | 32 |
| 6.   | SK Slavia IPS Praha  | 30 | 12 | 8  | 10 | 56 | 53 | 32 |
| 7.   | TJ Vítkovice         | 30 | 13 | 5  | 12 | 40 | 39 | 31 |
| 8.   | TJ Spartak Trnava    | 30 | 12 | 6  | 12 | 29 | 39 | 30 |
| 9.   | TJ Rudá hvězda Cheb  | 30 | 9  | 11 | 10 | 44 | 38 | 29 |
| 10.  | TJ Lokomotíva Košice | 30 | 11 | 7  | 12 | 41 | 50 | 29 |
| 11.  | TJ ZVL Žilina        | 30 | 11 | 6  | 13 | 41 | 43 | 28 |
| 12.  | TJ Tatran Prešov     | 30 | 10 | 7  | 13 | 43 | 53 | 27 |
| 13.  | TJ Slovan Bratislava | 30 | 8  | 10 | 12 | 34 | 51 | 26 |
| 14.  | TJ Plastika Nitra    | 30 | 10 | 6  | 14 | 41 | 60 | 26 |
| 15.  | TJ Zbrojovka Brno    | 30 | 8  | 7  | 15 | 43 | 52 | 23 |
| 16.  | TJ Sigma ZTS Olomouc | 30 | 5  | 6  | 19 | 32 | 56 | 16 |

## Soupisky mužstev

### TJ Bohemians ČKD Praha
Vladimír Borovička (2/0/0),
Zdeněk Hruška (28/0/9) –
Přemysl Bičovský (29/1),
Milan Čermák (22/4),
Jiří Doležal (1/0),
Josef Hrabovský (1/0),
Vladimír Hruška (18/4),
Pavel Chaloupka (29/17),
František Jakubec (30/3),
Zdeněk Koukal (20/1),
Stanislav Levý (23/2),
Jaroslav Marčík (15/1),
Tibor Mičinec (12/2),
Jaroslav Němec (22/12),
Petar Novák (9/1),
Jiří Ondra (18/2),
Zdeněk Prokeš (29/2),
Miroslav Příložný (24/6),
Jiří Sloup (15/8),
Peter Zelenský (28/3) –
trenéři Josef Zadina (1.–6. kolo, 13.–15. kolo a 21.–24. kolo, poslední úsek od 7. 4. 1983 do 26. 5. 1983) a Tomáš Pospíchal (7.–12. kolo, 16.–20. kolo a 25.–30. kolo), asistenti Josef Zadina, na konci jara Ladislav Ledecký

### TJ Baník Ostrava OKD
Pavol Michalík (6/0/2),
Luděk Mikloško (24/0/10) –
Augustín Antalík (26/7),
Jan Bobčík (7/0),
Václav Daněk (28/8),
Ivan Gábor (13/2),
Dušan Horváth (6/1),
Jiří Jurásek (4/0),
Ladislav Kalmár (17/1),
Lubomír Knapp (10/0),
Verner Lička (28/10),
Petr Němec (27/9),
Lubomír Odehnal (10/2),
Petr Ondrášek (9/0),
Václav Pěcháček (28/1),
Libor Radimec (10/2),
Zdeněk Rygel (23/0),
Ivo Staš (1/0),
Lubomír Šrámek (21/0),
Zdeněk Šreiner (27/1),
Zdeněk Válek (27/3),
Rostislav Vojáček (25/1),
Petr Zajaroš (8/0) –
trenér Evžen Hadamczik, asistent Erich Cviertna

### TJ Sparta ČKD Praha
Jiří Dostál (4/0/0),
André Houška (7/0/1),
Miroslav Kováč (21/0/8) –
Jan Berger (7/0),
Miloš Beznoska (18/1),
Július Bielik (18/0),
Michal Bílek (12/0),
Vlastimil Calta (15/3),
Zdeněk Caudr (16/0),
Miloslav Denk (15/9),
Daniel Drahokoupil (22/2),
Stanislav Griga (29/15),
Josef Hanák (16/2),
Ivan Hašek (24/3),
Jozef Chovanec (29/3),
Josef Jarolím (12/4),
Jiří Kabyl (1/0),
Václav Kotal (11/0),
Vítězslav Lavička (11/0),
Radovan Loužecký (4/0),
Jan Orgoník (7/0),
Zdeněk Procházka (15/2),
Tomáš Skuhravý (8/1),
František Straka (24/1),
Zdeněk Ščasný(27/3),
Petr Vojíř (10/1) –
trenéři Dušan Uhrin (1.–15. kolo), Václav Ježek (16.–22. kolo, 26. kolo a 30. kolo), Václav Ježek a Dušan Uhrin (23. kolo), Václav Ježek a Vladimír Táborský (24.–25. kolo a 27.–29. kolo) asistenti Vladimír Táborský, od 1. 1. 1983 i Dušan Uhrin

### TJ Inter Slovnaft Bratislava
Stanislav Fišan (4/0/2),
Miroslav Mentel (27/0/11) –
Milan Bagin (27/0),
Jozef Barmoš (30/1),
Karol Brezík (24/0),
Ivan Burcel (14/1),
Rudolf Ducký (24/2),
Ladislav Hudec (27/2),
Ladislav Jurkemik (30/5),
Libor Koník (2/0),
Eduard Kopča (13/0),
Peter Michalec (24/2),
Stanislav Moravec (15/7),
Peter Mráz (24/3),
Peter Poláček (12/0),
Ladislav Repáčik (1/0),
Jaroslav Šimončič (22/0),
Marián Tomčák (30/6),
Ján Tršo (22/5),
Eugen Varga (12/1) –
trenér Arnošt Hložek, asistent Štefan Šimončič

### ASVS Dukla Praha
Ladislav Macho (1/0/0),
Jaroslav Netolička (7/0/3),
Karel Stromšík (23/0/10) –
Aleš Bažant (2/0),
Ivan Čabala (19/3),
Jaromír Drahoňovský (1/0),
Jan Fiala (30/0),
Jan Geleta (2/0),
Jiří Jeslínek (6/0),
Ján Kapko (13/0),
Pavel Karoch (2/0),
Josef Klucký (25/2),
Pavel Korejčík (23/7),
Tomáš Kříž (23/2),
Zdeněk Nehoda (14/2),
Josef Novák (24/1),
Stanislav Pelc (17/1),
Petr Rada (15/2),
Oldřich Rott (30/5),
Peter Šoltés (4/0),
František Štambachr (29/0),
Luboš Urban (14/2),
Michal Váňa (15/3),
Milan Vinopal (2/0),
Ladislav Vízek (26/13) –
trenér Ladislav Novák, asistenti Jan Brumovský a Ivo Viktor

### SK Slavia Praha IPS
Juraj Šimurka (26/0/6),
Jaromír Šticha (4/0/0),
František Zlámal (1/0/0) –
Miroslav Čížek (22/0),
Petr Firický (3/0),
Peter Herda (30/13),
Zbyněk Hotový (28/10),
Miroslav Janů (28/0),
Karel Jarolím (26/6),
Luboš Kubík (7/0),
Ivo Lubas (19/1),
Karel Nachtman (15/0),
Miroslav Pauřík (25/2),
Josef Pešice (25/6),
Vlastimil Petržela (27/10),
Stanislav Smolaga (20/0),
Zdeněk Šajtar (20/2),
Miloslav Šebek (16/1),
Michael Šimek (1/0),
Radek Šindelář (5/1),
Radek Zálešák (7/0),
Jiří Zamazal (24/3) –
trenér Milan Máčala, asistenti Miroslav Starý

### TJ Vítkovice
Jaroslav Netolička (13/0/1),
Jaroslav Zápalka (17/0/8) –
Milan Albrecht (29/7),
Jiří Běleš (21/0),
Rostislav Čevela (23/0),
Karel Dostál (2/0),
Stanislav Dostál (9/2),
Miroslav Gajdůšek (20/3),
Stanislav Husárik (1/0),
Jiří Klička (8/0),
Jan Kouřil (15/0),
Luděk Kovačík (30/6),
Ivo Králík (7/0),
Jindřich Kušnír (25/1),
Milan Lišaník (27/1),
Jozef Marchevský (27/6),
Ján Moravčík (21/0),
Josef Mydlo (6/0),
Zdeněk Páleník (18/1),
Ivan Panáč (1/0),
Zdeněk Svatonský (30/5),
Jiří Šourek (28/8) –
trenér Jiří Dunaj, asistent Josef Kalus

### TJ Spartak TAZ Trnava
Dušan Keketi (29/0/11),
Vlastimil Opálek (1/0/0) –
Ján Barkóci (11/0),
Jozef Dian (28/2),
Libor Fašiang (15/0),
Peter Fijalka (23/3),
Vladimír Filo (15/2),
Michal Gašparík (29/8),
Ján Hikl (4/0),
Peter Hodúr (28/6),
Jaroslav Hutta (26/0),
Miloš Klinka (5/0),
Marián Kopčan (25/1),
Milan Lackovič (29/0),
Igor Lančarič (9/0),
Viliam Martinák (22/3),
Jozef Medgyes (15/1),
Peter Mrva (27/0),
Vojtech Petráš (2/0),
Jozef Pichňa (20/1),
Viliam Švorc (9/0),
Ján Trebatický (5/0) –
trenér Justín Javorek, asistent Anton Malatinský

### TJ Rudá hvězda Cheb
Václav Lavička (9/0/1),
Jan Stejskal (22/0/7) –
Petr Bauman (27/1),
Milan Beseda (10/0),
Jaroslav Čaban (14/0),
Petr Čermák (3/0),
Vladimír Čermák (27/0),
Radek Drulák (17/8),
Ján Gabriel (3/0),
Jiří Jeslínek (11/0),
Ivo Knoflíček (29/6),
Zdeněk Koubek (21/2),
Milan Lindenthal (25/4),
Miloš Mejtský (4/1),
Lubomír Pokluda (18/7),
František Schneider (13/0),
Miroslav Siva (26/4),
Milan Svojtka (28/4),
Jaroslav Šilhavý (26/2),
Vladimír Šišma (26/5),
Pavel Vrba (10/0) –
trenér Jiří Lopata, asistent Václav Resner

### TJ Lokomotíva Košice
Stanislav Seman (29/0/6),
Marián Vraštiak (3/0/0) –
Milan Danko (1/0),
Vladimír Dobrovič (16/0),
Gejza Farkaš (27/8),
Peter Fecko (24/9),
Stanislav Izakovič (12/0),
Zdeno Kosť (20/1),
Eduard Kováč (26/0),
Ján Kozák (19/4),
Peter Lovacký (19/0),
Jaroslav Mikloško (13/1),
Miroslav Miškuf (20/3),
Jozef Móder (18/2),
Alexander Péter (29/1),
Jiří Repík (29/1),
Stanislav Strapek (26/6),
Milan Suchánek (21/1),
Tibor Szaban (5/0),
Štefan Taššo (7/0),
Štefan Tóth (9/0),
Ladislav Vankovič (11/2) –
trenér Ondrej Ištók, asistent Ladislav Belanský

### TJ ZVL Žilina
Ján Cepo (1/0/0),
Ivan Žiak (29/0/5) –
Jozef Beleš (15/4),
Ján Berešík (25/5),
Miroslav Gerhát (27/4),
Vladimír Goffa (29/8),
Vladimír Kinier (29/0),
Vladimír Masár (20/2),
Jaroslav Mintál (22/3),
Zdeno Miškolci (5/0),
Stanislav Močár (15/0),
Jozef Norocký (29/4),
Pavol Strapáč (30/2),
Ivan Šimček (29/4),
Milan Šmehýl (26/0),
Miroslav Šoška (1/0),
Miroslav Turianik (28/2),
Július Weibel (1/0),
Milan Zvarík (30/3) –
trenér Kamil Majerník, asistent Jozef Zigo

### TJ Tatran Prešov
Jaroslav Matkobiš (1/0/0),
Milan Veselý (30/0/7) –
Luboš Anina (28/7),
Milan Béreš (12/0),
Pavol Biroš (14/0),
Jozef Bubenko (25/8),
Zoltán Breuer (1/0),
Anton Filarský (7/1),
Vladimír Gombár (21/3),
Miroslav Hermer (4/0),
Marián Jozef (11/0),
Pavol Jurčo (3/0),
Štefan Kapráľ (20/0),
Ján Lukáč (9/0),
Igor Madár (3/0),
Bartolomej Majerník (14/3),
Ján Molka (12/1),
Vladimír Rusnák (30/7),
Ján Semančík (28/2),
Pavol Stričko (26/1),
Pavol Suško (11/0)),
Jozef Šálka (10/1),
Jozef Talášek (12/0),
Ladislav Topercer (14/0),
Štefan Varga (30/8) –
trenér Valerián Švec, asistent Milan Glovacký

### TJ Slovan CHZJD Bratislava
Milan Mana (22/0/5),
Zdeněk Tulis (8/0/1) –
Gabriel Bertalan (15/1),
Rudolf Bobek (29/3),
Pavol Bojkovský (20/1),
Jozef Brňák (17/1),
Igor Frič (27/8),
Miroslav Hirko (13/1),
Ján Hlavatý (29/1),
Dušan Kopačka (10/0),
Ľubomír Korbela (1/0),
Dušan Leško (11/1),
Milan Luhový (30/6),
Marián Masný (11/6),
Ján Neshyba (29/0),
Ján Richter (13/2),
Jozef Suchánek (22/1),
Boris Šimkovič (12/0),
Marián Takáč (27/1),
Bohuš Víger (21/0) –
trenéři Michal Vičan (1.–7. kolo a 12.–27. kolo), Karol Pecze (8.–11. kolo a 28.–30. kolo), asistent Karol Pecze

### TJ Plastika Nitra
Igor Holub (8/0/0),
Marián Magdolen (9/0/2),
Ladislav Molnár (1/0/0),
Peter Palúch (15/0/5) –
Peter Ančic (21/2),
Pavol Benčo (6/0),
Dušan Borko (26/9),
Jozef Czuczor (24/0),
Jaroslav Dekýš (15/1),
Juraj Fillo (1/0),
Marián Halás (20/0),
Kamil Chatrnúch (27/3),
Ján Ilavský (6/0),
Róbert Jež (29/3),
Ľubomír Kollár (12/3),
Rudolf Kramoliš (29/7),
Jozef Kukučka (23/0),
Dušan Liba (29/3),
Ján Mészároš (10/0),
Zdeno Miškolci (27/4),
Zoltán Molnár (16/3),
Milan Srňanský (25/2),
Ján Valent (5/0) –
trenéři František Skyva (1.–12. kolo), Eduard Borovský (13.–15. kolo) a František Urvay (16.–30. kolo), asistent Eduard Borovský

### TJ Zbrojovka Brno
Eduard Došek (2/0/0),
Josef Hron (28/0/5) –
Bronislav Blaha (2/0),
Aleš Češek (15/0),
Libor Došek (29/0),
Tibor Duda (21/0),
Štefan Horný (29/3),
Petr Janečka (27/16),
Jiří Jaroš (17/0),
Karel Jarůšek (27/9),
Roman Kukleta (3/0),
Josef Mazura (25/0),
František Mikulička (29/8),
Jiří Nesvačil (13/0),
Rudolf Pavlík (30/2),
Vratislav Rychtera (7/0),
Stanislav Schwarz (27/3),
Miroslav Steinhauser (14/1),
Jindřich Svoboda (22/0),
Petr Vacenovský (11/0) –
trenéři Karel Brückner (1.–16. kolo) a Viliam Padúch (17.–30. kolo), asistenti Viliam Padúch (1.–16. kolo) a Josef Bouška (17.–30. kolo)

### TJ Sigma ZTS Olomouc
Jiří Doležílek (14/0/1),
Jiří Vít (16/0/2) –
Zdeněk Čížek (13/1),
Jindřich Dvořák (11/0),
Jaromír Fiala (26/0),
Jiří Fiala (20/1),
Jiří Hajský (15/4),
Jan Chladil (13/0),
Ladislav Jegla (20/5),
Lubomír Juřica (20/5),
Leoš Kalvoda (27/5),
Lubomír Knapp (11/0),
Zdeněk Kořínek (13/1),
Ladislav Kučerňák (26/2),
Vladislav Lauda (14/4),
Zdeněk Machálek (2/0),
Jiří Malík (6/0),
Petr Mrázek (18/1),
Rudolf Muchka (11/2),
Jiří Navrátil (23/1),
Milan Nekuda (2/0),
Roman Novák (1/0),
Vlastimil Palička (24/1),
Stanislav Skříček (11/0),
Petr Uličný (9/0),
Oto Vyskočil (26/0) –
trenéři Jaroslav Dočkal (1.–25. kolo), Dan Matuška (26.–27. kolo) a Vlastimil Zeman (28.–30. kolo), asistent Vlastimil Zeman